# Strasbourg Masters 2008
Das Strasbourg Masters 2008 im Badminton war die vierte Auflage dieser Turnierserie. Es fand vom 2. bis 4. Dezember 2008 in Strasbourg statt.

## Austragungsort
- Vorrunde: Village-Neuf, Salle Rive Rhin, Boulevard d’Alsace
- Endrunde: Strasbourg-Koenigshoffen, Salle Herrade, Rue des Comptes

## Finalergebnisse
| Disziplin    | Sieger                        | Finalist                              | Ergebnis          |
| ------------ | ----------------------------- | ------------------------------------- | ----------------- |
| Herreneinzel | Marc Zwiebler                 | Kenneth Jonassen                      | 20:22 21:15 21:9  |
| Dameneinzel  | Xu Huaiwen                    | Pi Hongyan                            | 18:21 21:14 22:20 |
| Herrendoppel | Kristof Hopp Ingo Kindervater | Matthieu Lo Ying Ping Baptiste Carême | 21:15 21:17       |